# Cheiracanthium gyirongense
Cheiracanthium gyirongense är en spindelart som beskrevs av Hu och Li 1987. Cheiracanthium gyirongense ingår i släktet Cheiracanthium och familjen sporrspindlar. Inga underarter finns listade i Catalogue of Life.